# Stade Hàng Đẫy
Le stade Hàng Đẫy, aussi connu sous le nom de stade de Hanoï, est un stade multifonction situé à Hanoï, au Viêt Nam. Il est actuellement utilisé pour accueillir des rencontres de football. Le stade a une capacité de 22 500 spectateurs

## Histoire
Le stade est inauguré en 1965.
Durant la période allant de 2000 à 2005, le stade a pris le nom de Hanoi Stadium. Depuis 2005, l'enceinte porte à nouveau le nom historique de Hàng Đẫy Stadium.
Le stade Hàng Đẫy est situé dans le centre de Hanoï. Avant la construction du stade national Mỹ Đình, il servait de stade pour les rencontres à domicile de l'ensemble des sélections nationales vietnamiennes (hommes, femmes et olympiques). L'enceinte a également été le cadre de diverses activités sportives et culturelles de Hanoï. En 1998, l'ouverture, l'ensemble des rencontres du Groupe B et la finale de la Tiger Cup ont eu lieu dans le stade.
Depuis la saison 2009, les quatre clubs de football de Hanoï  – Hà Nội T&T, Thể Công (V-League), Hòa Phát Hà Nội, Hà Nội ACB (première division) – ont choisi d'évoluer à domicile au stade Hàng Đẫy.

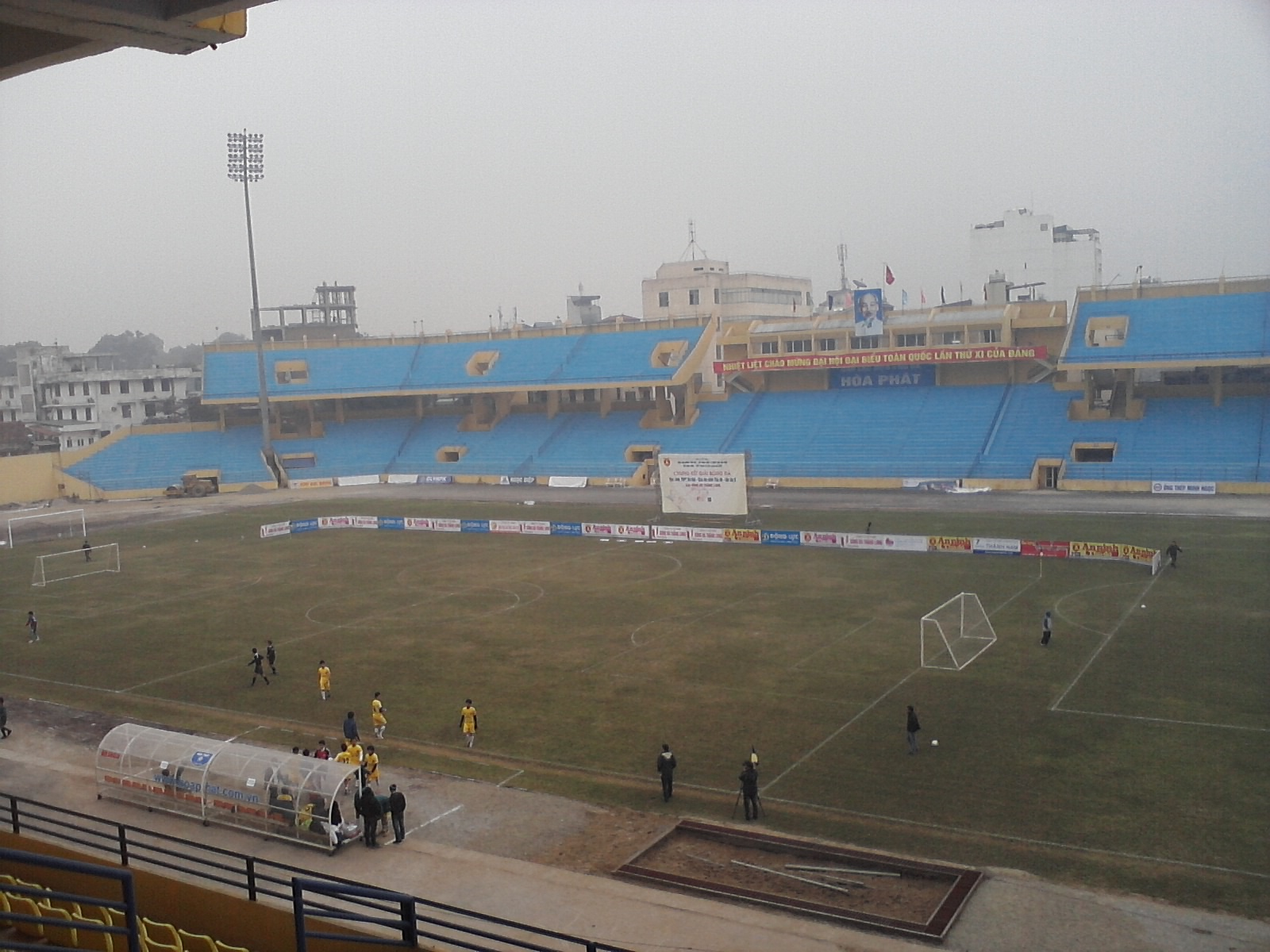
Vue du stade de Hàng Đẫy

## Événements
- Tiger Cup 1998 (groupe B, demi-finale et finale)
- Jeux d'Asie du Sud-Est de 2003
- AFF Suzuki Cup 2014 (groupe A, Indonésie-Laos)
- Championnat du Mékong des clubs 2015 (demi-finale)
- Championnat du Mékong des clubs 2016 (match de poule Da Nang-Yadanarbon United)